# Misha Rachlevsky
Misha Rachlevsky (rusky Михаил „Миша“ Львович Рахлевский, česká transkripce Michail „Miša“ Lvovič Rachlevskij; * 13. listopadu 1946, Moskva, SSSR) je ruský dirigent.
Ruský dirigent Misha Rachlevsky se narodil v Moskvě, s hudebním vzděláním začal v raném věku, od pěti let s houslemi, studoval na Moskevské státní konzervatoři P. I. Čajkovského a Ruské hudební akademii Gnessin v Moskvě. V roce 1973 opustil Sovětský svaz, žil v Izraeli, Jižní Africe, Kanadě a roku 1976 se usadil ve Spojených státech. Později založil New American Chamber Orchestra (NACO). V roce 1989 odjel do Španělska a později se vrátil zpět do Moskvy, kde založil Kremelský komorní orchestr.